# Kizu
Kizu (キズ) é uma banda japonesa de rock visual kei, formada em 2017 por Lime, Reiki, Yue e Kyonosuke. Atualmente fazem parte da gravadora independente Damage.
O grupo foi ranqueado em décimo lugar no ranking de artistas visual kei da JRock News de 2020 e 2018, em sexto lugar em 2019 e 2021 e terceiro lugar em 2022.

## Carreira

### 2017–2020: Formação e primeiros anos
A banda foi formada em março de 2017, quando foi anunciado um panfleto misterioso com um número de telefone. O público podia telefonar nas noites do dia 1 ao dia 3 de março e falar com os integrantes do Kizu. A identidade dos membros foi revelada depois, sendo eles o vocalista Lime (ex. Lezard), Reiki (ex. Loud Grape), baixista Yue (ex. Decola Hopping) e o baterista Kyonosuke (ex roadie de Meto do Mejibray). O primeiro show de Kizu foi no Ikebukuro Edge em 17 de abril, e no dia 17 de maio iniciaram as vendas de seu primeiro single, "Oshimai". Quatro meses após sua formação, o Kizu fez sua primeira apresentação solo em que os 1,300 ingressos disponíveis esgotaram em apenas um segundo. Em 10 de outubro, lançaram um segundo single, "Kawazu (蛙-Kawazu-)".
No começo de 2018, foi anunciado o single "Kizuato", marcado para 13 de março. Logo depois, lançaram o single "Steroid" em 31 de julho de 2018. Em 20 de novembro do mesmo ano, o grupo juntou-se a gravadora europeia Gan-Shin Records e lançou todos os seus singles anteriores, exceto "Steroid", na Europa. O show de lançamento do single "0" em 11 de janeiro de 2019 teve os ingressos esgotados em um dia. No dia da apresentação, o Kizu anunciou o single "Heisei" (平成), lançado em 19 de março. Em 2019, o grupo estreou fora do Japão com duas apresentações: 21 de setembro em Xangai e 29 de setembro em Taipé. O single "Jigoku" (地獄), que faz referência a pandemia de COVID-19, foi lançado em 28 de abril de 2020, também em duas edições. Yasu do portal Gekirock classificou a canção como segunda melhor e o videoclipe como o melhor de 2020, comentando: "Uma representação do estado atual do mundo. Este é o poder do visual kei."

### 2021–presente:Kataki
No dia 7 de abril de 2021, lançaram o álbum de grandes êxitos Kataki (仇) em duas edições. Ele também acompanha duas novas canções e na edição limitada o videoclipe inédito de "Human Error". Em 8 de dezembro, iniciaram-se as vendas do novo single "Strawberry Blue". Yasu, mais uma vez, nomeou o álbum e o videoclipe de "Strawberry Blue" em segundo lugar como melhores de 2021 e Lime como o melhor vocalista de 2021.
Em julho do ano seguinte, anunciaram o single "Little Girl wa Yandeiru", que foi lançado em 31 de agosto. Em dezembro, compuseram a música tema do filme de anime Collar x Malice, chamada "Ningen x Shikkaku". A canção "Ame Otoko" foi lançada em março de 2023 e incluída no DVD ao vivo Sora no Hito lançado no dia 22. Neste ano, participaram do evento Freedom Nagoya 2023 -Expo- como única banda de visual kei presente.
Em 16 de setembro de 2024 participaram do show Luv Together da banda Mucc em Roppongi, junto com outros grupos como Lynch. e An Cafe. A gravadora da banda Damage, que é liderada por Lime, produziu o grupo Sugar que estreou em setembro. No dia 5 de janeiro de 2025 Kizu se apresentou no Nippon Budokan.

## Estilo musical e temático
A banda aborda temas como depressão, suicídio e automutilação. O nome Kizu (キズ) significa cicatriz em japonês. Os membros usam trajes bem elaborados e extravagantes, especialmente o baterista Kyonosuke, e fazem uso da maquiagem shironuri (rosto pintado de branco).
Sua musicalidade foi descrita como próxima do metalcore. Lime, o principal compositor, contou que suas maiores influências são as músicas clássicas, melódicas, pop e hip hop e que costuma misturar tudo que gosta em suas músicas.

## Membros
- Lime (来夢, estilizado como LiME) - vocais, guitarra, piano, principal compositor

Nasceu em 19 de novembro em Miyazaki. 
- Reiki - guitarra

Nasceu em Niigata no dia 14 de janeiro.
- Yue (ユエ) - baixo

Nasceu em 25 de janeiro.
- Kyonosuke (きょうのすけ) - bateria

Nasceu em 20 de janeiro. Foi roadie do baterista Meto da banda Mejibray.

## Discografia
Singles
| Título                                                  | Lançamento            | Posição na Oricon |
| ------------------------------------------------------- | --------------------- | ----------------- |
| "Oshimai" (おしまい)                                    | 17 de maio de 2017    | 69                |
| "Kawazu" (蛙-Kawazu-)                                   | 10 de outubro de 2017 | 18                |
| "Kizuato" (傷痕)                                        | 13 de março de 2018   | 31                |
| "Steroid" (ステロイド)                                  | 31 de julho de 2018   | 24                |
| "0"                                                     | 11 de outubro de 2018 | 39                |
| "Heisei" (平成)                                         | 19 de março de 2019   | 24                |
| "Human Error" (ヒューマンエラー)                        | 2 de julho de 2019    | 19                |
| "Kuroi Ame" (黒い雨)                                    | 29 de outubro de 2019 | 32                |
| "Jigoku" (地獄)                                         | 28 de abril de 2020   | 28                |
| "Strawberry Blue" (ストロベリー・ブルー)                | 8 de dezembro de 2021 | 48                |
| "Little Girl wa Yandeiru." (リトルガールは病んでいる。) | 31 de agosto de 2022  | 44                |
| "Ningen Shikkaku" (人間失格)                            | 31 de janeiro de 2024 | -                 |

Álbuns de grandes êxitos
| Título | Lançamento         | Posição na Oricon |
| ------ | ------------------ | ----------------- |
| Kataki | 7 de abril de 2021 | 29                |

Álbuns ao vivo e DVDs
| Título                            | Lançamento             | Posição na Oricon |
| --------------------------------- | ---------------------- | ----------------- |
| Sayonara (さよなら)               | 11 de dezembro de 2018 | 14                |
| Shōmetsu (消滅)                   | 19 de agosto de 2020   | 23                |
| Sora no Nai Hito (そらのないひと) | 22 de março de 2023    | -                 |
| Zantō (残党)                      | 2 de agosto de 2023    | -                 |